# 寶盛集團
寶盛集團（Julius Bär Group AG，也名Julius Baer Group Ltd）是瑞士一間專職跨國私人銀行，公司總部位於蘇黎世，是瑞士銀行業中歷史悠久，規模最大的銀行機構之一。該銀行分布於28個國家，在全球擁有超過6800名員工，提供財富管理和投資咨詢等服務。

## 歷史
該公司的歷史可以追溯到1890年，當時Ludwig Hirschhorn紳士創立了一個交易所，一位富商Julius Bär於1896年加入，1901年Julius Bär收購了全股份並一直作為合夥人主席，Hans E. Mayenfisch爵士於1913年7月1日作為合夥人加入銀行直到1922年。後來公司成為由越來越多Baer家族成員組成的合夥企業，直到1940年，公司開始向國際擴展。1947年Julius兒子繼承入主並引入合夥者WernerBär富商，第三代成員於1947年8月21日至1996年活躍，Hans Bär 在 1993 年至 1996 年間擔任董事會主席, 但從1980年開始，銀行逐漸向非家族投資者開放，成為瑞士第一家上市的私人銀行。2005年，它成為一家上市公司。目前，由Raymond J. Bär先生擔任董事會的名譽主席。

## 領導層
- Philipp Rickenbacher（執行總裁）
- Nic Dreckmann（首席運營官兼中介負責人）
- Evie Kostakis（首席財務官）
- Oliver Bartholet（首席風險官）
- Yves Bonzon（投資與財富管理解決方案，首席投資官）
- Nicolas de Skowronski（投資與財富管理方案，財富管理方案負責人）
- Yves Robert-Charrue（瑞士、歐洲、中東和非洲地區負責人）
- Jimmy Lee Kong Eng（亞太區負責人）
- Beatriz Sanchez（美洲區負責人）
- Luigi Vignola（市場部負責人）

## 維基解密爭議
2011年一位埃尔默先生將一批偷出的客戶資料交給維基解密爆料，Rudolf Elmer 1980年代至2002年在銀行工作 其曾经在瑞士宝盛集团负责加勒比海业务8年， 年因數據盜竊被解雇。 2008年，Elmer曾向維基解密泄露銀行信息，維基解密稱他的文件為"部分真實，部分虛假" 隨後有報導稱這些光碟是空的，並且指這一事件是為了吸引人們對Elmer在瑞士法庭訴訟關注的手段。

## 外部連結
- 官方网站
- WikiLeaks Category:Grand Cayman （页面存档备份，存于）